# Bolzano Sud
Bolzano Sud (wł. Stazione di Bolzano Sud, niem: Bahnhof Bozen Süd) – przystanek kolejowy w Brenner (wł. Brennero), w prowincji Bolzano, w niemieckojęzycznym regionie Trydent-Górna Adyga, we Włoszech. Przystanek kolejowy znajduje się przy Piazza Fiera koło Fiera di Bolzano, w handlowej i przemysłowej dzielnicy Bolzano Sud, na linii Bolzano – Merano pomiędzy stacjami Bolzano i Bolzano Casanova.
Według klasyfikacji RFI ma kategorię srebrną.